# 伊斯灵顿协和礼拜堂
协和礼拜堂（Union Chapel）是英国伦敦伊斯灵顿的一个公理会堂会，现场音乐场地和无家可归者慈善中心，建于19世纪末，哥特复兴风格，列为一级登录建筑。
协和礼拜堂自称是“自由、包容、无等级和打破常规的”，每个周日敬拜。教会也开放周三早上个人祈祷，周三中午读经小组聚会。。
协和礼拜堂举办现场音乐和喜剧活动，在2012年被《Time Out》杂志的读者选为伦敦最好的现场音乐场所。
协和礼拜堂举办的Margins 无家可归项目为面临无家可归、危机和隔离的人们提供一系列支持服务，提供食物、洗澡和洗衣设施。它还提供帮助住房、就业和医疗服务和每周艺术课程。

## 历史
公理会教徒在1799年在海布里树林开始第一次聚会。目前的建筑为维多利亚哥特式，由詹姆斯·丘比特设计，建于1874年至1877年。